# Ursula Karusseit
Ursula Karusseit (Elbing, 1939. augusztus 2. – Berlin, 2019. február 1.) német színésznő.

## Filmjei
Mozifilmek
- KLK an PTX - Die Rote Kapelle (1971)
- Der nackte Mann auf dem Sportplatz (1974)
- A vízimalom balladája (Levins Mühle) (1980)
- Die Stunde der Töchter (1981)
- Olle Henry (1983)
- Wer zweimal lügt (1993)
- Éji mese (Nachtgestalten) (1999)
- Elemi részecskék (Elementarteilchen) (2006)

Tévéfilmek
- Wege übers Land (1968)
- Der Arzt wider Willen (1971)
- Daniel Druskat (1976)
- Lottó-szerelem (Lotto-Liebe) (2001)
- Jó tett helyébe jót várj (Ein Engel namens Hans-Dieter) (2004)
- Grimm meséiből: Terülj, terülj asztalkám! (Tischlein deck dich) (2008)

Tévésorozatok
- Der Staatsanwalt hat das Wort (1979, 1981, három epizódban)
- Märkische Chronik (1983, tíz epizódban)
- Einzug ins Paradies (1987, öt epizódban)
- A rendőrség száma 110 (Polizeiruf 110) (1987, 2005, két epizódban)
- Az utolsó tanú (Der letzte Zeuge) (1998–2002, hat epizódban)
- In aller Freundschaft (1998–2018, 725 epizódban)
- A vidéki doktor (Der Landarzt) (1999, egy epizódban)
- Mentőhelikopter (Die Rettungsflieger) (2002, egy epizódban)
- Einstein kastély (Schloss Einstein) (2003, három epizódban)
- Tetthely (Tatort) (2007, egy epizódban)